# Never Say Never
A Never Say Never című album Brandy amerikai énekesnő második albuma. 1998-ban jelent meg. Az album, melyen a legtöbb dal producere Rodney Jerkins, megerősítette Brandy pozícióját sztárként és hozzájárult Jerkins Timbaland által ihletett stílusa népszerűsítésében, mely a későbbiekben Whitney Houston, a Destiny’s Child és mások albumain is hallható volt. A Never Say Nevert öt Grammy-díjra jelölték, és az énekesnő albumaiból ebből kelt el a legtöbb, több mint 14 millió.

## Felvételek
Brandy, miután az előző három évben néhány filmzenealbumos vendégszereplést leszámítva távol maradt a zeneipartól, 1997-ben kezdte meg a munkát második albumán, Rodney Jerkins producerrel és apjával, Willie Norwooddal. Jerkins írta az album dalainak nagy részét és ő lett az executive producer is. Az album készítésében más producerek is részt vettek, köztük Dallas Austin, Guy Roche és David Foster. Készültek dalok Babyface, Fat Joe, Da Brat és Big Pun közreműködésével is, ezek végül nem kerültek fel az albumra, de némelyik dal hallható a U Don't Know Me (Like U Used To) remix EP-n.

## Fogadtatása
A legtöbb kritikus az album balladáit és Brandy tiszta hangját dicsérte. Az album világszerte sikert aratott. Az USA-ban a Billboard 200 és a Billboard Top R&B/Hip-Hop albums slágerlisták 3. helyén nyitott, a megjelenést követő első héten 160 000 példány kelt el belőle. A következő héten az albumból 153 000 példány kelt el és egy hellyel feljebb került a listán. Végül több mint 5 000 000 eladott példányért ötszörös platinalemez minősítést kapott. Hollandiában, Németországban, Kanadában és Dániában is a top 5-be került a slágerlistán, és több más országban is a top 20-ba.

## Díjak és jelölések
A Never Say Nevert négy kategóriában jelölték a 41. Grammy-díjra, közte a legjobb R&B-albumnak járóra, illetve a legjobb felvétel, a legjobb R&B-dal és a legjobb R&B-előadás duó vagy együttes által kategóriákban a The Boy Is Mine című dalért; utóbbit el is nyerte. A rákövetkező évben a legjobb, női előadó által előadott R&B-dal kategóriában újabb jelölést kapott, az Almost Doesn’t Count című számért.
Az album emellett több Billboard Music Awardot is elnyert és több kategóriában jelölték az American Music Awardra, a MTV Awardra és a Soul Train Awardra.

## Dalok
Az album első dala az Angel in Disguise, melynek producere Darkchild. A dal, bár hivatalosan nem jelent meg kislemezen és videóklip sem készült hozzá, felkerült a Billboard Hot 100 slágerlistára. Az 1998 májusában az album első kislemezeként megjelent The Boy Is Mine az album leghíresebb dala. Eredetileg egyedül Brandy énekelte volna, végül duett lett az egyre sikeresebb Monicával. A duett Brandy és Monica legsikeresebb száma is.
Az album harmadik dala, a Learn the Hard Way hasonlatosságokat mutat a címadó dallal, a Never Say Neverrel. Az Almost Doesn’t Countot és a Happyt Brandy előadta az 1999-ben megjelent Double Platinum című filmben, melyben ő és Diana Ross is szerepeltek. Előbbi kislemezen is megjelent és nagy sikert aratott, utóbbi dal kedvező kritikákat kapott a The Rolling Stone magazintól.
A Top of the Worldben Mase rappel. A U Don’t Know Me (Like U Used To), az album utolsó kislemezdala főleg remixéről ismert, melyben Shaunta és Da Brat is közreműködik. A remix az azonos című EP első kislemeze is volt.
A Have You Ever? szintén listavezető sláger lett. Brandy azt mondta a dalról, hogy „ez volt az első alkalom, hogy olyan producerrel dolgozhattam, mint David Foster. A hangom nem volt még elég fejlett, a dalnak pedig olyan hangokra lett volna szüksége, amit a producerek pénzcsináló hangoknak neveznek – annak a fajtának, ami a slágerlisták élére röpít! Nagyon ideges voltam, de jól sikerült.”
A One Voice a UNICEF hivatalos dala volt megalakulásának 50. évében. Az Entertainment Weekly kedvező kritikát írt róla. Az album utolsó dala az (Everything I Do) I Do It For You című Bryan Adams-dal feldolgozása, ami videóklip és promóció nélkül is a top 30-ba került az új-zélandi slágerlistán.

## Számlista
| #   | Cím                               | Szerzők                                                                                            | Hossz |
| --- | --------------------------------- | -------------------------------------------------------------------------------------------------- | ----- |
| 1.  | Intro                             | | 0:51  |
| 2.  | Angel in Disguise                 | Rodney Jerkins, LaShawn Daniels, Fred Jerkins III, Tye V Turman, Traci Hale                        | 4:48  |
| 3.  | The Boy Is Mine (duett Monicával  | R. Jerkins, Brandy Norwood, Daniels, F. Jerkins, Japhe Tejeda                                      | 4:55  |
| 4.  | Learn the Hard Way                | R. Jerkins, Norwood, F. Jerkins, Daniels, Sybil Jerkins, Cherry, Rick Williams                     | 4:51  |
| 5.  | Almost Doesn’t Count              | Shelly Peiken, Guy Roche                                                                           | 3:37  |
| 6.  | Top of the World (feat. Mase)     | R. Jerkins, F. Jerkins, Daniels, Isaac Phillips, Turman, Mason Betha                               | 4:41  |
| 7.  | U Don’t Know Me (Like U Used To)  | R. Jerkins, Norwood, Sean Bryant, Phillips, Paris Davis                                            | 4:29  |
| 8.  | Never Say Never                   | R. Jerkins, Norwood, Daniels, F. Jerkins, Tejeda, Williams                                         | 5:10  |
| 9.  | Truthfully                        | Marc Nelson, Harvey Mason Jr.                                                                      | 4:57  |
| 10. | Have You Ever?                    | Diane Warren                                                                                       | 4:26  |
| 11. | Put That on Everything            | R. Jerkins, Norwood, Daniels, F. Jerkins, Tejeda                                                   | 4:51  |
| 12. | In the Car (Interlude)            | R. Jerkins                                                                                         | 1:10  |
| 13. | Happy                             | R. Jerkins, Norwood, Daniels, F. Jerkins, Tejeda, Lawrence Smith, Darryl McDaniels, Joseph Simmons | 4:32  |
| 14. | One Voice                         | Gordon Chambers, Phil Galdston                                                                     | 4:07  |
| 15. | Tomorrow                          | F. Jerkins, Norwood, R. Jerkins, Daniels, Tejeda                                                   | 5:21  |
| 16. | (Everything I Do) I Do It for You | Bryan Adams, Michael Kamen, R. J. Lange                                                            | 4:09  |

Kiadatlan dalok
- Fooled by the Moon[5]
- Sunday Morning[6]
- The Only One for Me[7]

## Kislemezek
- The Boy Is Mine (1998 május)
- Top of the World (1998 augusztus)
- Have You Ever? (1998 december)
- Angel in Disguise (1999 február)
- Almost Doesn’t Count (1999 május)
- U Don’t Know Me (Like U Used To) (1999 augusztus)
- U Don’t Know Me (Like U Used To) – The Remix EP (1999)
- (Everything I Do) I Do It for You (1999 szeptember)
- Never Say Never (2000 március)

## Zenészek
- Anas Allaf – gitár
- Chuckii Booker – dob
- Nathan East – basszusgitár
- David Foster – billentyűs hangszerek
- Harvey Mason, Sr. – ütősük, billentyűsök
- Dean Parks – gitár
- Isaac Phillips – gitár
- Michael Thompson – gitár
- Rick Williams – gitár

### Produkció
- Gyártásvezetők: Paris Davis, Rodney Jerkins, Craig Kallman, Brandy Norwood
- Vocal assistance: Alex Brown, Bridgette Bryant, Carmen Carter, Nikisha Grierf, Dorian Holley, LaTonya Holman, Richard Jackson, Bobette Jamison-Harrison, Donyle Jones, Vatrina King, James McCrary, Kristle Murden, Willie Norwood, Kayla Parker, Shelly Peiken, Alfie Silas, Meri Thomas, Carmen Twillie, Mervyn Warren, Maxine Waters, Oren Waters, Yvonne Williams, BeBe Winans, Monalisa Young
- Hangmérnökök: Leslie Brathwaite, Ken Deranteriasian, Felipe Elgueta, Ben Garrison, Brad Gilderman, Jean-Marie Horvat, Mario Lucy, Victor McCoy, Brandy Norwood, Al Schmitt, Rick Sigel, Moana Suchard, Chris Tergesen
- Hangmérnökasszisztensek: Carlton Lynn, Victor McCoy, Moana Suchard, Greg Thompson
- Keverés: Gerry Brown, Ken Deranteriasian, Brad Gilderman, Mick Guzauski, Dexter Simmons, Tom Bender
- Mastering: Brian Gardner, Bernie Grundman
- Művészeti rendezés: Thomas Bricker

## Helyezések
| Slágerlista (1998)                   | Adat forrása                       | Legfelső helyezés | Minősítés       | Eladási adatok |
| ------------------------------------ | ---------------------------------- | ----------------- | --------------- | -------------- |
| USA Billboard 200                    | Billboard                          | 2                 | 5× platinalemez | 5 000 000+     |
| USA Billboard Top R&B/Hip-Hop Albums | Billboard                          | 2                 | 5× platinalemez | 5 000 000+     |
| Ausztrál albumslágerlista            | ARIA                               | 13                | Platinalemez    | 70 000+        |
| Belga albumslágerlista               | Ultratop                           | 21                | Platinalemez    | 70 000+        |
| Brit albumslágerlista                | BPI/The Official UK Charts Company | 19                | Aranylemez      | 100 000+       |
| Dán albumslágerlista                 | IFPI/Nielsen SoundScan             | 10                | Aranylemez      | 40 000+        |
| Dél-afrikai albumslágerlista         | RISA                               |                   | Platinalemez    | 40 000+        |
| Francia albumslágerlista             | SNEP/IFOP                          | 12                | Aranylemez      | 75 000+        |
| Fülöp-szigeteki albumslágerlista     | PARI                               |                   | Platinalemez    | 30 000+        |
| Holland albumslágerlista             | NVPI                               | 5                 | Aranylemez      | 40 000+        |
| Indonéz albumslágerlista             | ASARI                              |                   | Aranylemez      | 75 000+        |
| Ír albumslágerlista                  | IRMA                               |                   | Aranylemez      | 15 000+        |
| Japán albumslágerlista               | Oricon                             | 14                | 2× platinalemez | 500 000+       |
| Kanadai albumslágerlista             | CRIA/Nielsen SoundScan             | 3                 | 4× platinalemez | 400 000+       |
| Malajziai albumslágerlista           | RIM                                |                   | Aranylemez      | 25 000+        |
| Német albumslágerlista               | Media Control                      | 10                | Aranylemez      | 100 000+       |
| Norvég albumslágerlista              | VG Nett                            | 25                |                 |                |
| Osztrák albumslágerlista             | Media Control                      | 17                |                 |                |
| Svájci albumslágerlista              | Media Control                      | 11                |                 |                |
| Svéd albumslágerlista                | GLF                                | 16                |                 |                |
| Új-zélandi albumslágerlista          | RIANZ                              | 16                | Platinalemez    | 15 000+        |